# Балан Іван Дмитрович (художник)
Іва́н Дми́трович Бала́н (2 серпня 1941, Стрілківці, Чортківський район, Тернопільська область — 6 березня 2025, Чернівці) — український художник, член Спілки художників України з 1992 року.

## Біографія
Народився 2 серпня 1941 року в селі Стрілківцях (нині Чортківський район Тернопільської області, Україна). Протягом 1958—1961 років навчався на відділенні столярів-червонодеревників у Чернівецькому художньо-ремісничому училищі № 5, був учнем Володимира Курова; у 1969—1975 роках — у Львові на факультеті графіки Українського поліграфічного інституту імені Івана Федорова у Валентина Бунова, Бориса Валуєнка.
Протягом 1975—1977 років викладав у Чернівецькому культурно-освітньому училищі; у 1977—1982 роках обіймав посаду старшого художника науково-дослідного сектора Чернівецького університету; з 1982 року — художник Чернівецького художньо-виробничого комбінату Художнього фонду України. Мешкає у Чернівцях в будинку на вулиці Княгині Ольги, № 7.

## Творчість
У галузі графічного мистецтва створює плакати, екслібриси (автор понад 300 книжкових знаків), листівки, книжкові ілюстрації, у галузі станкового живопису — жанрові картини, натюрморти, пейзажі. Серед станкових робіт:
- «Мурована церква біля кемпінгу в Чернівцях» (1970);
- «Гуцульська ґражда біля Путили» (1983);
- «Дерев'яна церква в селі Дихтинець» (1983);
- «Федьковичеві гори» (1983);
- «Федьковичеві присвячується» (1984);
- «Пробудження» (1986);
- серія портретів «Письменники Буковини» (1989);
- «Дарунки Карпат» (1990);
- «Помана» (1990);
- серія краєвидів «Буковинські Карпати» (1990—1995)
- триптих «Боже великий, єдиний…» («Голодомор», «Святий отче Миколаю», «Знамення»; 1993);
- «Благовіст» (1994);
- «Поліфонія букового лісу» (1995);
- «Коло маминої хати» (2001).

Здійснив художнє оформлення та ілюстрації до книг:
- Марія Матіос «Сад нетерпіння» (1994);
- Мірра Костишина «Український народний костюм Північної Буковини» (1995);
- Нестор Мизак «За тебе, свята Україно» (книга 1, 1998; книга 2, 2000);
- Василь Бабух «Іскри осінньої ватри» (1999);
- Володимир Вознюк «По білому білим» (1999);
- Микола Бакай «Славкові казки» (1999).

Шевченківській тематиці присвятив плакат «Тарас Шевченко» (1991), низку екслібрисів, у яких зображено поета й героїв його творів.
Учасник всеукраїнських, всесоюзних і міжнародних виставок з 1966 року, зокрема за кордоном експонувався у Кортоні у 1983—1986 роках, Софії у 1988 році, Чехословацькій Соціалістичній Республіці у 1989 році та Катовицях у 1992 році. Персональні виставки відбулися в Ульяновську в 1983 році та Чернівцях у 1988, 1992, 1999 роках.
Роботи зберігаються в Національному музеї Тараса Шевченка в Києві, Канівському музеї Тараса Шевченка, Музеї Івана Котляревського у Полтаві, Музеї Юрія Федьковича в Чернівцях, Науково-дослідному інституті буковинознавства при Чернівецькому університеті, приватних колекціях.
Також проєктує інтер'єри, колекціонує й досліджує різьблені топірці, гутні вироби, кухлі, буковинські весільні свічки, скульптурки з сиру тощо.

## Відзнаки
- Нагороджений дипломами Національної спілки художників України, має нагороди міжнародних конкурсів малої графіки[2];
- Заслужений художник України з 2009 року;
- Ювілейна медаль «25 років незалежності України» (2016)[5];
- Літературно-мистецька премія імені Сидора Воробкевича за 2019 рік[6].